# Servizi ancillari
I servizi ancillari, o servizi ausiliari, sono dei servizi necessari a garantire la sicurezza dell'intero sistema elettrico che supportano la trasmissione di energia elettrica dai generatori ai consumatori, dati gli obblighi da parte dell'operatore di trasmissione energetica di mantenere la stabilità del sistema di trasmissione interconnesso.
I servizi ancillari sono servizi e funzioni speciali forniti dagli attori della rete elettrica che facilitano e supportano il flusso continuo di elettricità, in modo che la domanda di energia elettrica sia soddisfatta in tempo reale. Il termine servizi ancillari viene utilizzato per riferirsi a una varietà di operazioni oltre la produzione e la trasmissione di energia elettrica, necessarie per mantenere la stabilità e la sicurezza della rete. Tali servizi comprendono generalmente il controllo della potenza attiva e reattiva, della tensione e della frequenza di rete, su varie scale temporali. Tradizionalmente, i servizi ausiliari sono stati forniti da grandi unità di produzione nelle centrali elettriche. Con l’integrazione nella rete di una generazione più intermittente e lo sviluppo delle tecnologie delle smart grid, la fornitura di servizi ancillari viene attribuita anche a unità di generazione distribuita più piccole.

## Tipologie di servizi ancillari
Tra is servizi ancillari si ricordano:
- Il mantenimento di livelli adeguati di inerzia del sistema
- La regolazione della frequenza tramite strumenti come la riserva per il contenimento della frequenza (FCR) e la riserva di ripristino automatico della frequenza (automatic Frequency Restoration Reserve, aFRR)
- La regolazione della potenza attiva, reattiva e gestione delle congestioni della rete
- La regolazione della tensione
- Il riavviamento della rete in caso di black out (black start)

### Regolazione della frequenza
La regolazione della frequenza si riferisce alla necessità di garantire che la frequenza di rete rimanga entro un intervallo specifico della frequenza nominale. La mancata corrispondenza tra la produzione di energia elettrica la domanda causa variazioni della frequenza, quindi i servizi ancillari sono tenuti a riportare la frequenza al suo valore nominale e garantire che non vari al di fuori dei limiti prestabiliti.

### Regolazione della potenza e della tensione
I carichi elettrici degli utilizzatori richiedono che la tensione rientri in un determinato intervallo e i regolatori richiedono che rientri in una determinata percentuale della tensione nominale. La potenza reattiva può essere utilizzata per compensare le cadute di tensione, ma deve essere fornita vicino ai carichi rispetto al fabbisogno di potenza reale. Si noti che la tensione può essere controllata anche utilizzando trasformatori e regolatori di tensione.

### Pianificazione e dispacciamento
La pianificazione e il dispacciamento sono necessari perché nella maggior parte dei sistemi elettrici l’accumulo di energia è limitato, quindi in ogni istante la potenza immessa nel sistema (prodotta dai generatore) deve essere uguale alla potenza in uscita dal sistema (domanda dei consumatori). 
Solitamente svolti dal operatore di trasmissione energetica, entrambi sono servizi dedicati all'impegno e al coordinamento delle unità di generazione e trasmissione al fine di mantenere l'affidabilità della rete elettrica.
La pianificazione si riferisce ad azioni preventive (come programmare un generatore per produrre una certa quantità di energia la settimana successiva), mentre il dispacciamento si riferisce al controllo in tempo reale delle risorse disponibili.

### Riserve operative
Poiché la produzione e la domanda devono corrispondere perfettamente, le riserve operative aiutano a compensare la differenza quando la produzione è troppo bassa.
Una riserva operativa è costituita da un generatore che può essere rapidamente dispacciato per garantire che vi sia una produzione di energia sufficiente per soddisfare il carico. La cosiddetta riserva rotante è costituita da generatori già connessi in rete e che possono aumentare rapidamente la loro produzione di energia per soddisfare rapide variazioni della domanda. Sono necessarie riserve rotanti perché la domanda può variare su scale temporali brevi ed è necessaria una risposta rapida. Altre riserve operative sono costituite dai generatori che possono essere dispacciati dall’operatore per soddisfare la domanda, ma che non possono rispondere così rapidamente come le riserve rotanti (riserva fredda), e batterie di accumulo che possono rispondere entro decine di millisecondi, anche più velocemente della riserva rotante.